# Scout (marcă auto)
Scout este o marcă de automobile a Grupului Volkswagen. Marca a fost înființată în mai 2022 și este programată să fie comercializată în Statele Unite în 2025.

## Istorie
Marca Scout este numită după vehiculul de teren International Harvester Scout, produs din 1961 până în 1980, pe care Volkswagen îl deține din 2020 prin intermediul filialei sale americane de camioane Navistar International.
Pe 11 mai 2022, Volkswagen AG a anunțat crearea unui nou brand, Scout, dedicat vehiculelor electrice, proiectat, dezvoltat, fabricat și comercializat în Statele Unite. Primele două vehicule comercializate din 2026 de noua marcă sunt un SUV și un pick-up, precum producătorul american Rivian cu R1T (Truck) și R1S (SUV) lansate în 2021.